# Andrea Gasparino
Andrea Gasparino (Fontanelle di Boves, 7 aprile 1923 – Cuneo, 26 settembre 2010) è stato un presbitero e scrittore italiano, fondatore del Movimento contemplativo missionario Padre de Foucauld.
(Iscrizione sulla lapide della tomba)

## Biografia
Nacque a Fontanelle, frazione di Boves, nel 1923. Dopo gli studi nel seminario diocesano di Cuneo venne ordinato sacerdote nel 1947. Iniziò il suo ministero come vice parroco a Roccavione interessandosi fin dall'inizio alla situazione dei poveri e degli orfani. Il 7 ottobre del 1951 fondò una casa di accoglienza, chiamata "Città dei Ragazzi", ospitando cinque giovani rimasti senza famiglia dopo la fine del secondo conflitto mondiale.. All'opera della comunità si unirono nel 1955 le sorelle consacrate. Negli anni sessanta l'attività della casa si estese a diversi paesi tra i più poveri del mondo. La prima missione venne fondata nel 1961 in Brasile, poi in Asia, in Africa, nell'Est europeo, Russia e Albania. Successivamente vennero le missioni in Corea, Madagascar, ed infine Kenya, Etiopia, Bangladesh, Hong Kong.
Le fraternità del movimento creato da Gasparino, poi denominato Movimento contemplativo missionario Padre de Foucauld, consistono in piccole comunità monastiche di fratelli e di sorelle che vivono in mezzo ai poveri nei bassifondi, fra i baraccati, nei lebbrosari, condividendo la vita dei poveri e testimoniando il primato della preghiera.
Nel 1990 la Comunità è riconosciuta ed approvata dalla Santa Sede e nel 2010 composta da una decina di sacerdoti e da 120 tra fratelli e sorelle consacrati, in 35 fraternità sparse nel mondo.
Accanto allo sforzo missione verso i più poveri, Padre Gasparino intensificò l'attività di predicazione ed evangelizzazione, specialmente nella comunità madre di Cuneo che divenne ben presto un centro di spiritualità conosciuto e frequentato da migliaia di persone, soprattutto giovani. Da questa esperienza spirituale e missionaria nacquero numerosi libri e pubblicazioni.
Padre Gasparino morì il 26 settembre 2010.

## Opere
- Padre nostro. Conversazioni con i giovani, Elledici, 1983
- La messa cena del Signore, Elledici, 1985
- Il Sacramento del perdono. Gioia e festa di Dio e dell'uomo. Conversazioni con i giovani, 	Elledici, 1987
- A cena con il Signore: la comunione, Elledici, 1991
- Lettera ai giovani sulla sessualità, Elledici, 1996
- Una spiritualità per il dialogo, Elledici, 1997
- Vieni, o Spirito creatore. Conversazioni con i giovani, Elledici, 1997
- Lettere sulla preghiera, Elledici, 1999
- Il mistero trinitario. Conversazioni con i giovani, Elledici, 2000
- Pregare con il Vangelo, Elledici, 2000
- La preghiera di semplicità, Elledici, 2001
- Richiami del deserto, Paoline, 2001
- Confessione, festa del perdono, Elledici, 2001
- L'ora del più grande amore., Elledici, 2001
- Lettera ai giovani sulla sessualità, Elledici, 2002
- Nuovo rosario biblico,  Elledici, 2002
- Primi passi nella preghiera, Elledici, 2002
- Il segreto della gioia. Come trovarla e come viverla, Paoline, 2003
- Dio è amore. Riflessioni sulla prima Lettera di Giovanni, 	Elledici, 2006
- Gesù ci insegna a pregare, Elledici, 2006
- Gesù maestro di preghiera, Elledici, 2011